# 폰티나
폰티나(이탈리아어: Fontina) 또는 퐁틴(프랑코프로방스어: fontine)은 이탈리아산 치즈로 우유를 발효하여 만든다.
12세기 이후로 아오스타 계곡 일대에서 만들어지고 있다. 보통 우유 함량은 45% 정도이다.
폰티나라는 브랜드는 원산지 명칭 보호를 받기는 하지만 이탈리아 타 지방과 덴마크, 스웨덴, 프랑스, 미국 등에서도 생산된다.
고유한 폰티나 치즈는 향이 독특하지만 타국에서 만드는 치즈는 그 향이 짙지 않는다. 이는 향 뿐 아니라 질감의 차이에 의한 것으로 북유럽산 폰티나 치즈는 겉이 빨간 편이지만 이탈리아산은 오렌지 갈색이다.
신선한 폰티나 치즈는 부드러워서 퐁듀에 적합한데 이를 이탈리아어로는 Fonduta alla valdostana 또는 Fondue à la valdôtaine로 부른다. 반면 오랜 시간 발효된 치즈는 딱딱하게 굳는다. 잘 녹는 편이다.
아오스타 계곡 일대에서 생산되는 폰티나 치즈는 저온 살균되지 않은 우유를 사용해야 하며 한 번 우유를 짤 때 2통의 치즈가 생산된다. 향이 버섯이나 땅 혹은 오래된 나무의 향이 나기 때문에 육류나 트뤼프와 잘 어울린다.